# Um Candango na Belacap
Um Candango na Belacap é um filme brasileiro de 1961, gênero chanchada, dirigido por Roberto Farias, com direção musical de Lírio Panicalli.
Foi durante a gravação deste filme que o ator Ankito caiu de um prédio em construção, acidente que acabaria abreviando sua carreira.

## Sinopse
A famosa dupla artística Emanuel Davis Jr. e Gilda estão na recém-inaugurada Brasília para um show. Ao tentar fugir de um milionário que a assedia, Gilda pede a Emanuel que a leve para um lugar desconhecido e eles vão a um bar simples frequentado por "candangos" (trabalhadores migrantes que construíram Brasília) onde conhecem a dupla Tonico e Odete. Depois de uma briga no bar e de irem parar na Delegacia, Emanuel e Odete se casam e vão para o Rio de Janeiro. Odete leva Tonico para morar com eles, o que desagrada Emanuel. Num show na boate do inescrupuloso Jacó, Odete improvisa um número artístico com Emanuel e é contratada. Jacó, no entanto, a engana e a faz se separar de Tonico. Ele encontra Gilda (que deixou a dupla com Emanuel) e tentam trabalhar juntos, mas não conseguem emprego. Emanuel e Odete os procuram e ficam sabendo das trapaças de Jacó. Os quatro resolvem montar sua própria boate, mas serão atrapalhados por Jacó que teme a nova concorrência.

## Elenco
- Ankito ... Tonico
- Grande Otelo ... Emanuel Davis Júnior
- Marina Marcel ... Gilda
- Vera Regina ... Odete
- Milton Carneiro ... Jacó
- Maria Cristina ... Kitty
- Mozael Silveira ... Bebê Pinho Otário, o milionário
- José Policena ... Cenógrafo
- Pedro Dias ... Delegado
- Arlindo Costa ... Empresário (participação)
- Rafael de Carvalho ... Zequinha
- César Viola ... Maestro
- Paulo Rodrigues ... Judeu
- Adélia Iório ... Costureira
- Adolfo Machado ... Figurinista
- Luiz Mazzei ... Pintor
- Joel Rosa ... Maitre
- Adail Viana ... Policial
- Mozart Cintra ... Gerente
- Olindo Camargo ... Garçom
- Shirley Alves
- Sonia Delfino
- Wilson Grey
- Olinda Lessa
- Carlos Lyra (cantor em número musical)
- Yolanda Moura
- José Silva
- Paulette Silva

## Números musicais
- "Mr. Golden" (Carlos Lyra) - Carlos Lyra (alusão humorada à ganância norte-americana sobre nossas reservas de urânio)[3]
- "Meu pianinho" (Mário Vieira e Maurício de Oliveira) - Sônia Delfino
- "Napoleão" - Ankito e Vera Regina
- "Louras" - Grande Otelo e Marina Marcel
- "Alegria de candango" - Grande Otelo e Vera Regina
- "Mambo da Cantareira" (Barbosa Silva e Eloíde Wharton) - Ankito, Grande Otelo, Vera Regina e Marina Marcel.
- "Pintando o sete" - Ankito, Grande Otelo, Marina Marcel e Vera Regina.